# Phanerotoma toreutae
Phanerotoma toreutae är en stekelart som beskrevs av Caltagirone 1967. Phanerotoma toreutae ingår i släktet Phanerotoma och familjen bracksteklar. Inga underarter finns listade i Catalogue of Life.